# Scottish Professional Championship 1954
Die Scottish Professional Championship 1954 war ein professionelles Snookerturnier zur Ermittlung des schottischen Profimeisters, das bis zum 28. Februar 1954 ausgetragen wurde. Es bestand nur aus dem Duell zwischen Harry Stokes und R. C. T. Martin, die beide bislang drei Titel bei der Scottish Professional Championship gewonnen hatten. Der Sieger des Spieles wurde also automatisch zum neuen Rekordsieger des Turnieres. Das Duell zwischen den beiden fand im Modus Best of 21 Frames statt. Recht klar setzte sich Stokes mit 11:5 durch. Nach dieser Ausgabe wurde das Turnier zunächst eingestellt, ehe es 1980 wiederbelebt wurde. Stokes ist mit seinen vier Titeln aber nach wie vor Rekordsieger des Turnieres.
| Finale: Best of 21 Frames , Schottland, bis 28. Februar 1954 |                |                 |
| Harry Stokes                                                 | 11:5           | R. C. T. Martin |
| Die Ergebnisse der einzelnen Frames sind unbekannt.          |                |                 |
| –                                                            | Höchstes Break | –               |
| –                                                            | Century-Breaks | –               |
| –                                                            | 50+-Breaks     | –               |